# Scania Omnicity
Lo Scania Omnicity è un modello di autobus svedese prodotto dal 1996 al 2013 dall'azienda svedese Scania AB in stabilimenti siti in Polonia. Nel 2006 è stato oggetto di un lieve restyling.

## Progetto
Prodotto in Polonia, l'Omnicity è stato il primo autobus a pianale ribassato prodotto dall'azienda svedese. Come altri autobus nordeuropei (in particolare il Volvo 7000), presenta una struttura in alluminio per meglio resistere alla corrosione degli ambienti nordici.
Il design dell'autobus è caratterizzato da linee tese ed arcuate, nonché dalla linea di cintura molto bassa che evidenzia il pianale ribassato del mezzo. Come già accennato, nel 2006 è stato effettuato un restyling: sono stati sostituiti i gruppi ottici, ora di forma circolare, ed il vano portatarga spostato dal lato destro del cofano motore al centro dello stesso.
Nel 2013 l'Omnicity ha ceduto il passo al nuovo Citywide, che ne riprende il telaio, la struttura e gran parte della carrozzeria (sebbene rivista e caratterizzata da un design moderno e accattivante).

## Versioni
Per meglio adattarsi alle esigenze delle singole aziende di trasporto, l'Omnicity è stato prodotto in diverse varianti:

### Omnicity 10
- Lunghezza: 10 metri
- Porte: 2, 3
- Alimentazione: Gasolio, Metano

### Omnicity 12
- Lunghezza: 12 metri
- Porte: 2, 3
- Alimentazione: Gasolio, Metano

### Omnicity 18
- Lunghezza: 18 metri (autosnodato)
- Porte: 2 (solo con guida a destra), 3, 4
- Alimentazione: Gasolio, Metano

Sono stati prodotti vari esemplari con guida a destra (specifica per il mercato inglese); è stata inoltre commercializzata una versione a due piani, diffuso molto in Inghilterra, particolarmente Londra.
È disponibile anche una particolare versione alimentata con etanolo, molto richiesta in alcuni mercati del Nord Europa, in quanto gode di incentivi statali, grazie alle basse emissioni inquinanti, anche se registra un consumo superiore di circa il 20% rispetto ad una analoga versione a gasolio, nonostante un aumento di coppia e potenza del 10-15%.

## Diffusione

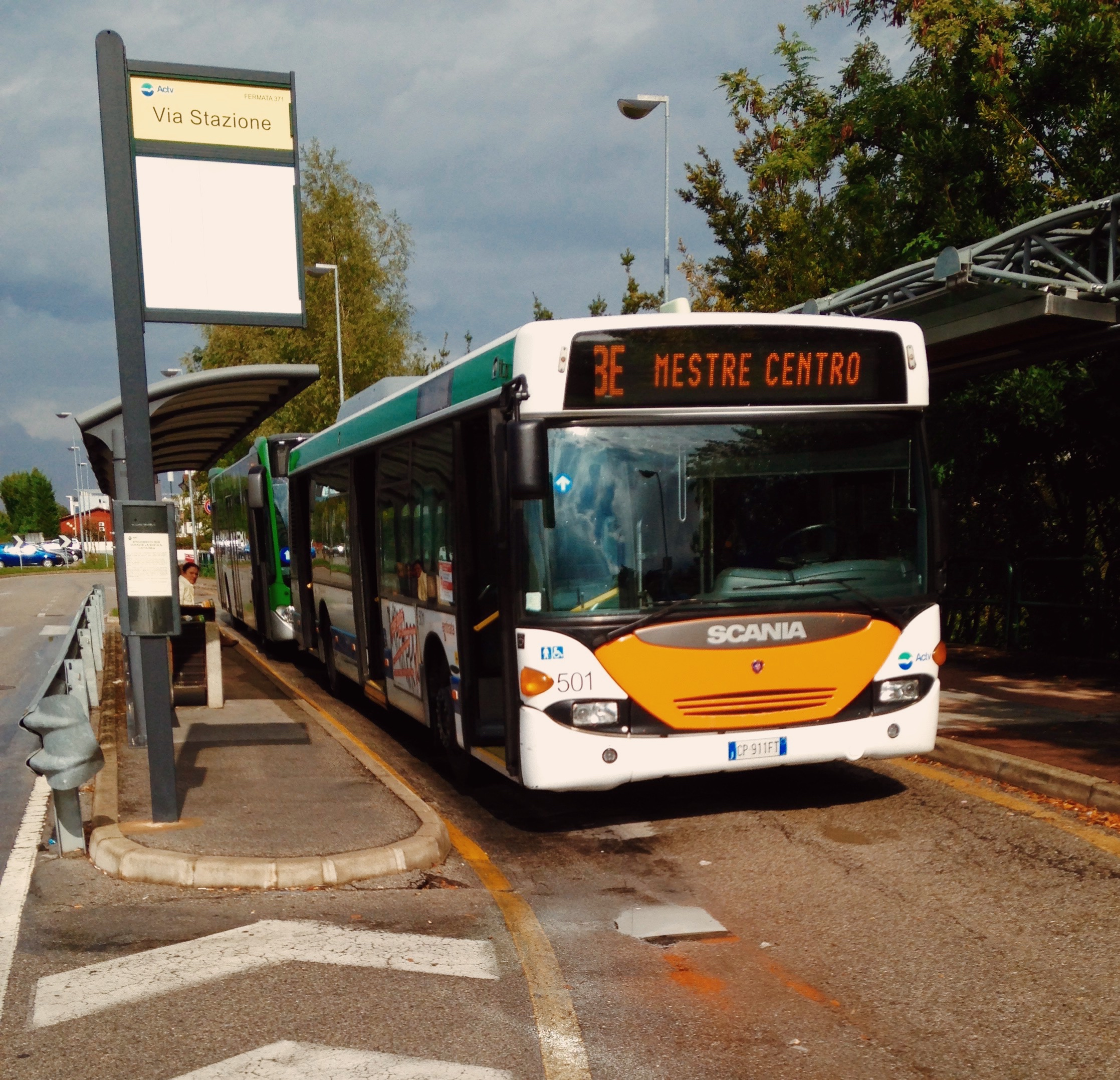
Scania Omnicity di ACTV Venezia n.501 in sosta a Preganziol, in servizio extraurbano di linea 8.

L'Omnicity è diffuso in vari stati europei, mentre in Italia questo modello non ha avuto molto successo: soltanto poche aziende infatti ne hanno acquistato quantità significative, come ATV Verona, ACTV Venezia, Trentino Trasporti, AMT Genova , TPL Linea Savona e DolomitiBus Belluno.

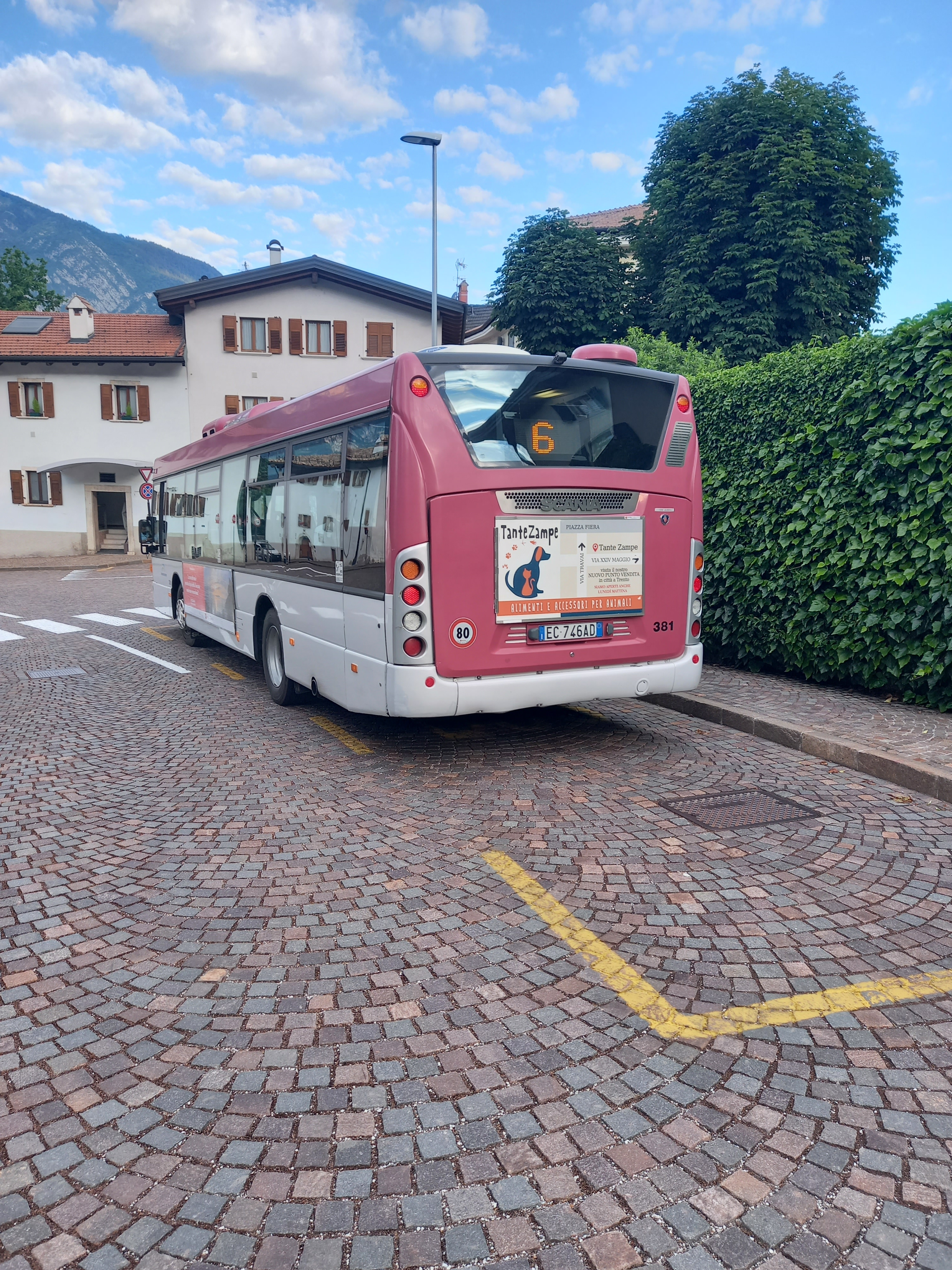
Uno Scania Omnicity 2ª generazione di Trentino Trasporti in piazza a Villazzano